# 呉市職員信用組合

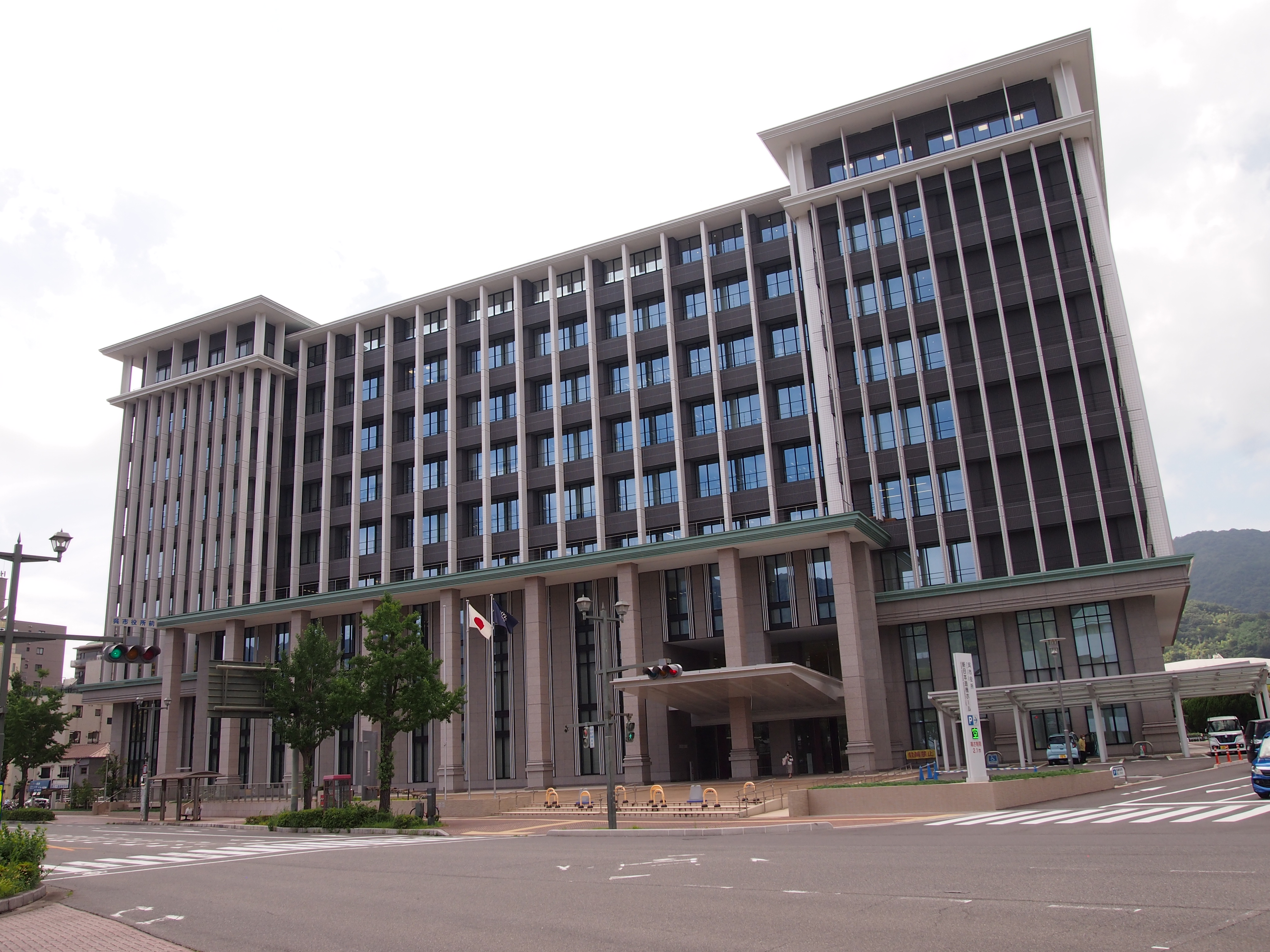
当信組の本店が入居する、呉市役所庁舎

呉市職員信用組合（くれししょくいんしんようくみあい）は、広島県呉市に本店を置く信用組合である。店舗は呉市役所内にある本店のみで支店網を持たない。

## 概要
※ 2020年3月31日時点
- 出資金：26百万円
- 従業員数：5人
- 預金高：40億円
- 貸出金：4億円
- 店舗数：1店舗

## 沿革
- 1958年12月、呉市職員を対象とした職域組合として設立。